# Calibre

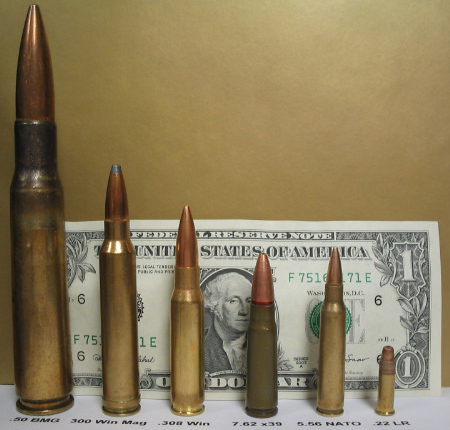
Comparativo de vários calibres.
A partir da esquerda: 12,7x99mm NATO, .300 Win Mag, .308 Winchester, 7,62x39mm, 5,56×45mm NATO, .22 LR.

Calibre, relativo a armas de fogo, é um termo que tem duas vertentes:
- Calibre da arma - nesse caso, trata-se do diâmetro interno do cano da arma
- Calibre da munição - nesse caso, trata-se do diâmetro externo do seu projétil

Ocorre, que apesar desses dois calibres (da arma e do projétil) estarem sempre muito próximos, é fato que em geral, eles não coincidem. Um exemplo clássico, são as armas de calibre .22 cujos cartuchos podem conter projéteis de 5,6 mm no caso .22 Short ou 5,7 mm no caso do .22 Extra Long.

## Dados técnicos
Para definir o calibre de uma arma, em primeiro lugar precisamos definir se o cano da arma é de alma lisa ou raiada (aquelas de cano estriado) e a partir daí, diferenciar o calibre real do calibre nominal.
A "alma" do cano de uma arma, pode ser: lisa, "raiada" ou mista. Quando o cano é estriado, as "raias" são o que chamamos de "sulcos", "fundos" ou "escavações" criados na parte interna do cano ("alma"), por intermédio de fresas.
As principais características do "raiamento", são: o passo (número de torções por polegada) e o sentido das torções, que pode ser "sinistrogiro" (para a esquerda ou anti-horário) ou "dextrogiro" (para a direita ou horário).
O "raiamento" é composto de um determinado número de sulcos, dispostos em formas helicoidais cuja finalidade principal é de imprimir no projétil logo após o disparo, um movimento de rotação em torno de seu próprio eixo, melhorando sua aerodinâmica, estabilidade e consequentemente, a precisão.

### Calibre real

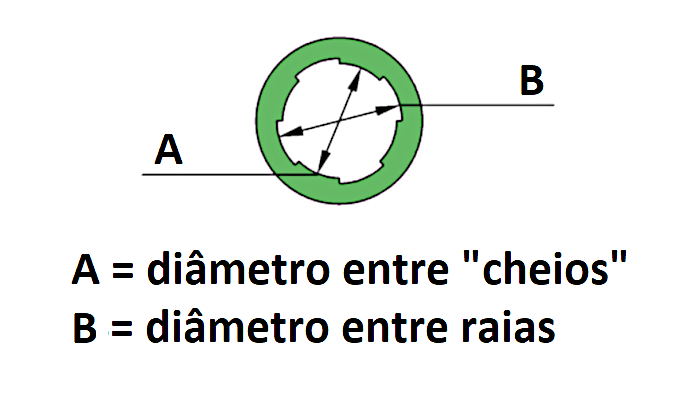
Diagrama exibindo as possíveis medições de calibre num cano estriado. O identificado como "A", entre "cheios", é o "calibre real" da arma.

O calibre real é definido a partir da medida do diâmetro interno da alma do cano, no caso de um cano estriado a medida é feita entre os "cheios" diametralmente opostos, expressa em milímetros de forma muito precisa.
Em um cano com alma estriada ou "raiada", usa-se os seguintes termos:
- "Cheios": são os ressaltos entre as raias ("land" em inglês)
- "Fundos": são as raias propriamente ditas ("groove" em inglês)

### Calibre nominal
O calibre nominal, nada mais é que uma designação que se refere a qual munição deverá ser usada em cada arma, e geralmente não corresponde ao calibre real da mesma, o sistema de medida também é expresso em milímetros, porém de forma não tão precisa.
O calibre nominal, é determinado por dois componentes: o estojo da munição e a configuração interna da câmara da arma na qual o cartucho vai ser alojado. Sendo assim, para cada calibre real, pode haver vários calibres nominais, por exemplo:

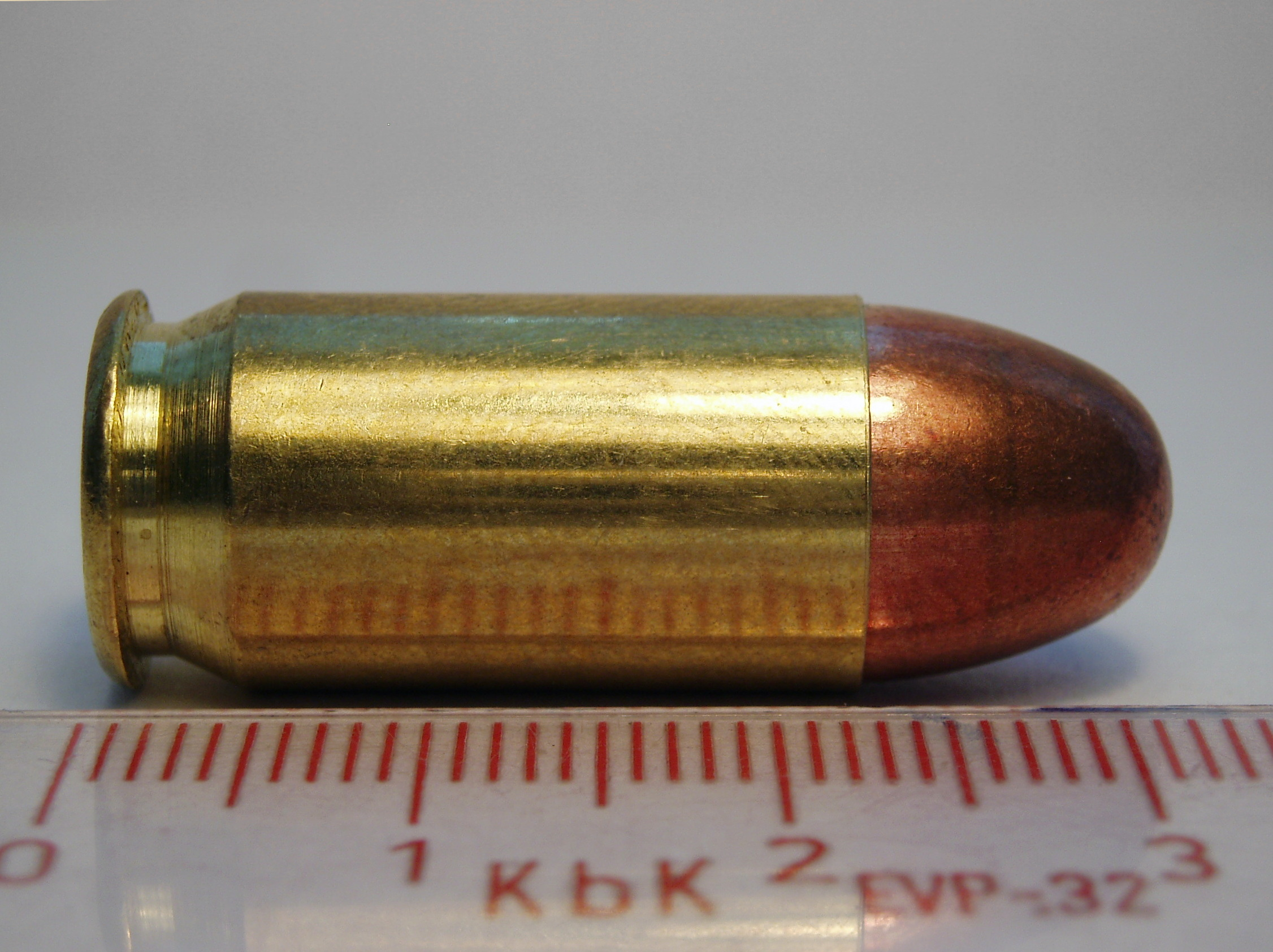
Um .45 ACP FMJ Sellier & Bellot.

| Calibre real  | Calibre nominal                                    |
| ------------- | -------------------------------------------------- |
| 8,9 mm        | 9 mm Luger                                         |
| .38 polegadas | 38 SWC 38 SWL 38 SPL 38 SPL+P 38 SPL+P+ 357 Magnum |

## Canos de alma lisa

### Calibre real
Em armamentos com cano de alma lisa (que não possuem estriamento), também é possível diferenciar o calibre real do calibre nominal. Nos casos de armas com cano de alma lisa, o calibre real, pode ser medido na estrutura mediana interna do cano, levando em conta que dependendo do local do cano onde for feita a medição, pode haver variações na medida, principalmente, na "boca" do cano, pois os canos podem ser ligeiramente cônicos em suas paredes internas, é o chamado estrangulador (ou "choke").

### Calibre nominal
O calibre nominal ou gáugio (gauge) em armas com cano de alma lisa é uma expressão numérica indicativa pela quantidade de esferas de chumbo, com diâmetro exato ao calibre real da alma do cano da respectiva arma, necessária para obter o peso de uma libra inglesa (453,8 g).
Assim, para o popular "calibre 12" (gáugio 12), essa designação significa que o diâmetro interno do cano da arma, corresponde ao diâmetro de uma esfera de chumbo pesando 1⁄12 de uma libra. Portanto o diâmetro do cano de uma arma calibre 12, corresponde ao diâmetro de uma das doze esferas de igual tamanho que seriam necessárias para completar o peso de uma libra, ou seja cada esfera teria o diâmetro de 18,42 mm pesando 37,81 gramas.

## Subdivisões populares
Os atiradores em geral, usam uma subdivisão simplificada dos calibres, com apenas três classificações:
- Pequeno calibre: com diâmetro de .32 polegadas ou menos.[7]
- Médio calibre: com diâmetro entre .33 e .39 polegadas.[8]
- Grosso calibre: com diâmetro de .40 polegadas ou mais.[9]

## Utilização

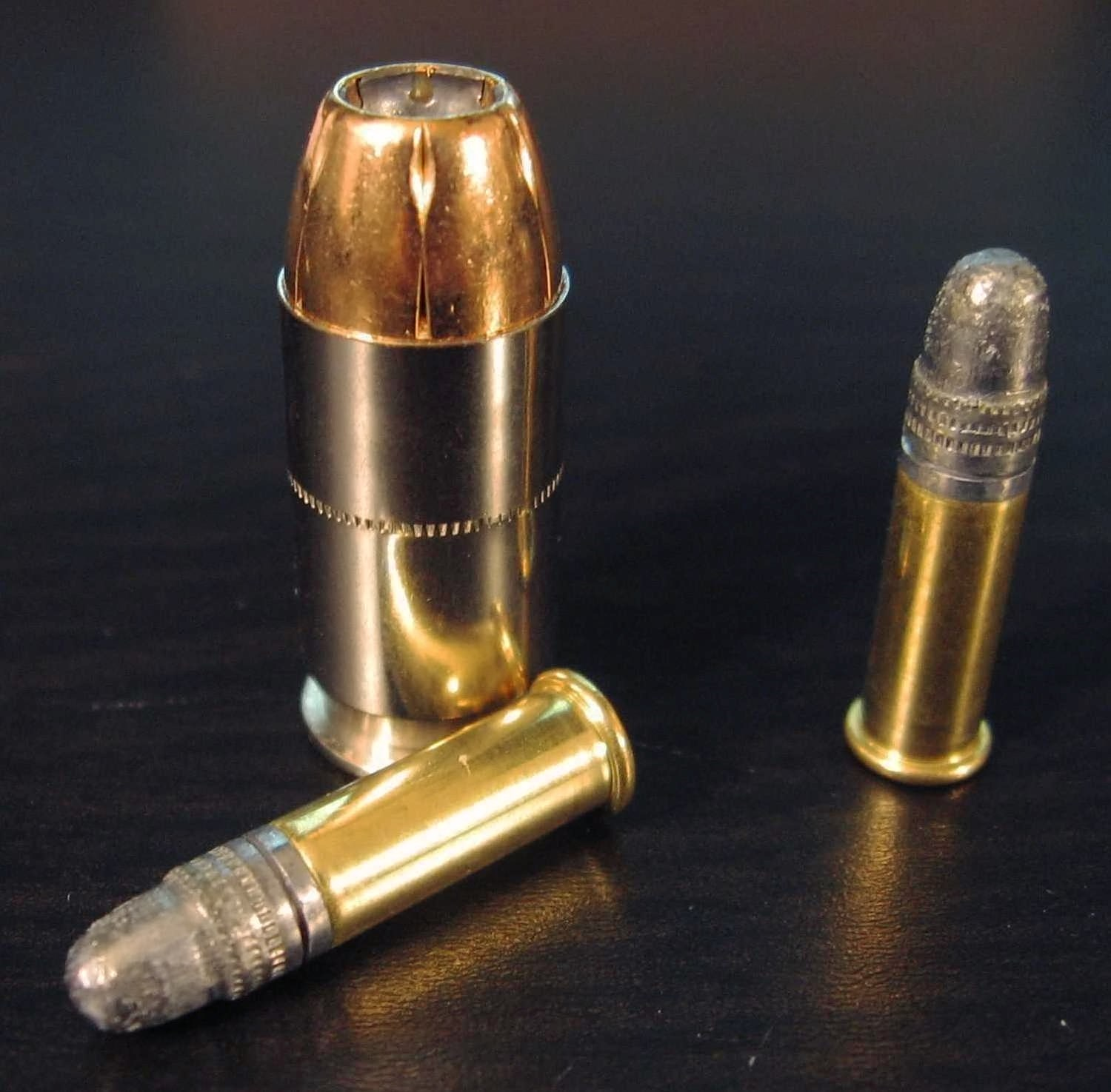
Um .45 ACP de ponta oca (Federal HST) com dois cartuchos .22 LR para comparação.

Na maioria dos casos o calibre é expresso em milímetros e centésimos de milímetro ou polegadas, e frações de polegada mas essas medidas são, em grande parte, intercambiáveis. Por exemplo, na forma coloquial, uma pistola "sete meia cinco" significa que seu projétil possui um calibre de 7,65 mm, e uma pistola "meia três cinco" significa que seu projétil possui um calibre de 6,35 mm. Já quando dizemos "calibre 38", estamos informando que o projétil desta munição possui 0,38 polegadas (aproximadamente 9,6 mm) de diâmetro. Na verdade, o projétil tem 0,358 polegadas de diâmetro, pois é o "pescoço" do estojo que tem 0,379 polegadas. Durante décadas, se convencionou, tanto no Brasil quanto nos Estados Unidos, não se pronunciar o "ponto" que antecede o calibre. Portanto, sempre falamos  revólver calibre 22", "pistola calibre 45", "revólver calibre 38", etc. Uma exceção recente, é o .40 S&W que fez surgir a terminologia: "pistola ponto 40".

### Calibres de armas longas, de cano de alma raiada
Quando as armas longas, de cano de alma raiada (ou estriada), apareceram, o calibre das suas munições foi medido pelo sistema das armas de cano de alma lisa. Posteriormente, quando os calibres destas armas foram sendo reduzidos, passou-se a utilizar o sistema de medida da área geográfica de proveniência. Passou então a haver três sistemas principais de nomenclatura: o central europeu (medido no sistema métrico decimal), o inglês (medido em décimos e milésimos de polegadas), e o norte-americano (misto).

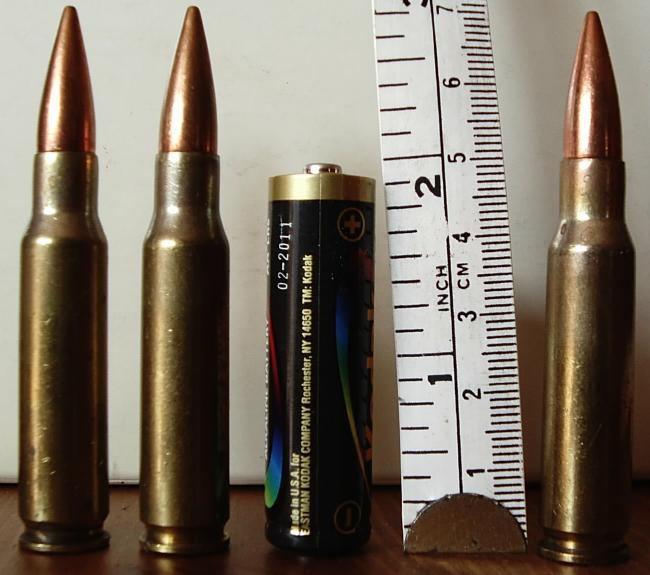
Munições de calibre 7,62 mm NATO para armas estriadas militares

Sistema de nomenclatura central europeu
Este sistema de nomenclatura começou primeiro, por ser utilizado pela indústria de armamento da Alemanha, passando posteriormente a ser também utilizado pelos restantes países que adotaram o sistema métrico decimal de medidas. 
Este sistema consiste em definir a munição por dois números, separados pelo sinal "x". O primeiro número indica o calibre da bala e o segundo o comprimento do estojo, representando, ambos, valores em milímetros. Por exemplo, a munição 7,62 x 51 mm, significa que o seu projétil tem um calibre de 7,62 mm e o seu invólucro um comprimento de 51 mm.
Na denominação de certas munições com características especiais, podem ser acrescentadas as seguintes letras para indicar essas características:
- R: significa que o invólucro tem um rebordo para ser usada em armas de cano móvel. A sua ausência significa que a munição tem um invólucro com ranhura, geralmente para uso em armas de repetição por ação de ferrolho (ex.: 6,5 x 27 R);
- P: significa que a bala termina em ponta;
- PP: significa que a bala termina em ponta e dispõe de um peso superior ao normal.

Este sistema de nomenclatura pode ter muitas variações, tais como a substituição das vírgulas de separação decimal por pontos, a ausência da designação da unidade medida utilizada ("mm"), a ausência de espaços (entre os números, o "x" e os "mm"), a inclusão no final do nome do fabricante, inventor, sistema, país ou arma que primeiro utilizou o calibre, etc.. Um bom exemplo é o caso da antiga munição portuguesa de 6,5 x 58 mm, inicialmente utilizada na arma Mauser-Vergueiro, inventada pelo capitão José Vergueiro que é identificada, entre outras, das seguintes formas alternativas:
- 6,5 x 58 mm
- 6,5 x 58 mm Mauser-Vergueiro
- 6,5 mm Mauser-Vergueiro
- 6,5 mm Vergueiro
- 6,5 mm Português
- 6.5x58mm
- 6.5 x 58 Mauser-Vergueiro
- etc.

Sistema de nomenclatura inglês
O sistema inglês (também mantido por outros países anglo-saxónicos) baseia-se no sistema de medidas imperial, com base na polegada. Nos calibres de armas ligeiras, são normalmente utilizadas as centésimas e as milésimas de polegada. Neste sistema as frações de polegada são representadas por um ponto seguido do respetivo valor (ex.: .50, significando cinquenta centésimas de polegada e .303, significando trezentas e três milésimas de polegada).
As munições britânicas são identificadas pelo seu calibre seguido da denominação do seu fabricante ou inventor (ex.: .505 Gibbs).
Nas munições com características especiais, estas podem ser indicadas no final da denominação, como no seguintes casos:
- BP (Black Powder): munição com pólvora negra;
- NE (Nitro Express): munição com pólvora nitrocelulosa, sem fumo;
- Magnum: munição com projétil que ultrapassa os 762 m/s de velocidade;
- Flanged: munições com rebordo;
- Belted: munições com invólucro reforçado na parte posterior.

Sistema de nomenclatura norte-americano
É um sistema semelhante ao inglês, mas com características especiais. 
Inicialmente, as munições dos EUA eram identificadas por três números, separados por traços (ex.: 45-70-405). O primeiro número indicava o calibre em décimas de polegada, o segundo o peso em grains da carga de pólvora negra e o terceiro o peso, também em grains, do projétil. A indicação do valor do peso do projétil era opcional, raramente sendo incluída.
Quando as munições deixaram de usar a pólvora negra, o seu peso deixou de ser tão importante, sendo suprimida a sua indicação na maioria das denominações. No entanto, algumas munições, como a .30-06 SPRG (Springfield) mantiveram-na.
Algumas munições também incluem dois números nas suas denominações, mas por outras razões. Assim, na identificação da munição .30-06 Springfield, o segundo número refere-se ao ano da sua adoção (1906) como forma de diferenciá-la da munição .30-03 Springfield, de calibre igual mas adotada em 1903. Outro exemplo é a munição .30-338, significando que resulta da adaptação de um invólucro da munição de calibre .338 a uma bala de calibre .30.

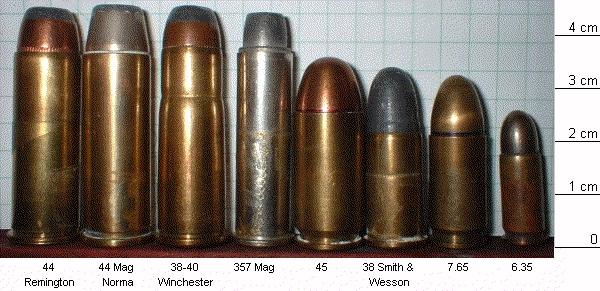
Munições de vários calibres para pistolas e revolveres

### Calibres de pistolas e revolveres
O sistema de nomenclatura dos calibres de munições para pistola é semelhante ao dos das armas longas. 
No caso da nomenclatura central europeia, nas pistolas é mais comum a indicação do calibre seguida do nome do inventor, fabricante ou arma (ex.: 9 mm Parabellum) do que na designação dos calibres das armas longas.
Em relação aos revolveres é curiosa predominância do uso do sistema de nomenclatura de calibres norte-americano, mesmo em países que, para as outras armas, utilizam o sistema central europeu.

## Exemplos de calibres de armas ligeiras

### Calibres de armas de cano de alma raiada
| em milímetros | em milésimas de polegada | Exemplos de Munições          | Notas |
| 5,56          | .223                     | .223 Remington/ 5,56 mm NATO  | desenvolvido em 1957 pela Remington para a carabina AR-15 e foi oficialmente adotado pelo exército dos Estados Unidos em 1964 no M16 e em 1980 foi adotado também como calibre oficial da OTAN/NATO).         |
| 7,62          | .308                     | .308 Winchester/ 7,62 mm NATO | desenvolvido pelo exército norte-americano entre 1940/1950 e em 1952 a Winchester o lançou no mercado civil com o nome de .308 Winchester. Em 1954 foi adotado pela NATO/OTAN.                                |
| 7,8           | .311                     | .303 Britânico, 7,62 mm Russo | calibre padrão das armas de infantaria do Reino Unido entre 1890 e a década de 1950 e da Rússia, desde 1891.                                                                                                  |
| 7,24          | .285                     | 7 x 57 mm Mauser              | Calibre desenvolvido pela Alemanha em 1892 e adotado por dezenas de países ao redor do Mundo. Era denominado Mauser 7mm.                                                                                      |
| 7,92          | .316                     | 7,92 mm Mauser                | calibre desenvolvido pela Alemanha em 1888 e usado pelas armas de infantaria deste país até à sua entrada na NATO. Foi utilizado por armas como a Mauser 98 e a Kar98k. Em alguns países era denominado 8 mm. |
| 12,7          | .500                     | .50 BMG/ 12,7 mm NATO         | calibre desenvolvido em 1910 nos EUA para as metralhadoras pesadas Browning. Mais tarde também adoptado oficialmente pela NATO como calibre multipropósito, usado sobretudo em armas automáticas pesadas.     |

### Calibres de armas de cano de alma lisa
Os mais populares.
| em "gáugio" | em milímetros | em milésimas de polegada | Notas |
| 10          | 19,69         | .775                     |       |
| 12          | 18,42         | .725                     |       |
| 16          | 16,89         | .665                     |       |
| 20          | 15,62         | .615                     |       |
| 28          | 13,84         | .545                     |       |
| 36 (410)    | 10,41         | .410                     |       |

### Calibres de pistolas e revolveres
| em milímetros | em milésimas de polegada | Exemplos de munições               | Notas |
| 6,35          | .254                     | .25 ACP/ 6,35 mm Browning          | calibre mais comum para uso nas pistolas de pequena dimensão, de uso civil.                                                                                             |
| 7,65          | .320                     | .32 S&W, .32 ACP/ 7,65 mm Browning | Produzido pela Smith & Wesson, desde 1878 para uso nos seus revolveres. Introduzido em 1889 pela FN para as suas pistolas automáticas Browning, fabricadas sob licença. |
| 8,9           | .357                     | .357 Magnum                        | calibre desenvolvido pela Smith & Wesson para revolveres. |
| 9             | .380                     | 9 mm Parabellum, .38 Special       | desenvolvido na Alemanha para a Pistola Parabellum. Tornou-se o calibre padrão da OTAN para pistolas.                                                                   |
| 9             | .380                     | .380 ACP 9 mm curto.               | calibre desenvolvido em 1900 para uso nas pistolas semiautomáticas Browning                                                                                             |
| 10            | .400                     | .40 S&W                            | calibre desenvolvido pela Smith & Wesson especialmente para as armas do FBI. Também adotado pela polícia brasileira e de outros países.                                 |
| 11,25         | .450                     | .45 ACP                            | calibre desenvolvido em 1905 para as Pistolas Browning. |
| 11,87         | .475                     | .480 Ruger                         | calibre desenvolvido pela Ruger para uso nos seus revolveres de grande potência.                                                                                        |
| 12,49         | .50                      | .50 AE                             | calibre desenvolvido especialmente para a pistola Desert Eagle pela Magnum Research Inc., fazendo com que esta arma se tornasse a mais potente pistola existente.       |

## Calibres de armas pesadas
Inicialmente, as armas pesadas eram classificadas pelo valor do peso padrão das suas munições, expresso em libras. As armas eram designadas pelo peso de uma esfera de chumbo do mesmo diâmetro da boca do seu cano. Era utilizado o peso do chumbo como padrão, pois era o material mais usado nos projéteis. Assim, uma determinada peça de artilharia poderia ser referida como de 6 libras, de 25 libras, etc.
Com a introdução dos projéteis estriados cilíndricos, as armas pesadas continuaram a ser classificadas pelo peso dos seus projeteis. Neste caso, passou a ser utilizado o peso real do projétil efetivamente disparado pela arma. Por isso pelo formato dos projéteis, deixou de haver uma relação direta entre o calibre da arma e o peso da munição. Este sistema de classificação de armas manteve-se no Reino Unido até depois da Segunda Guerra Mundial.
A partir de finais do século XIX, os países que adotaram o sistema métrico decimal, começaram a classificar as suas armas, pelo calibre expresso em centímetros ou milímetros. Para esta classificação era utilizada a medida do diâmetro máximo da munição disparada pela arma. Depois do final da Segunda Guerra Mundial, o uso do centímetro como unidade de medida de calibre caiu em desuso, passando a utilizar-se só o milímetro. Assim, armas classificadas até aí, por exemplo, como de 10,5 cm e 8 cm, passaram a ser classificadas como de 105 mm e 80 mm respectivamente. 
Os EUA adotaram um sistema semelhante, mas utilizando a polegada como unidade de medida do diâmetro. Depois da Segunda Guerra Mundial, os EUA passaram também a utilizar os milímetros para mediar os calibres das suas armas, com exceção das mais antigas.

### Exemplos de calibres de armas pesadas expressos em libras
| Calibre em libras | Peso da munição | Diâmetro da arma |
| 1                 | 0,489 kg        | 50 mm            |
| 2                 | 0,978 kg        | 60 mm            |
| 4                 | 1,956 kg        | 75 mm            |
| 6                 | 2,934 kg        | 96 mm            |
| 8                 | 3,912 kg        | 106 mm           |
| 12                | 5,868 kg        | 121 mm           |
| 16                | 7,824 kg        | 134 mm           |
| 18                | 8,165 kg        | 127 mm           |
| 24                | 11,736 kg       | 140 mm           |
| 32                | 14,515 kg       | 155 mm           |
| 36                | 16,329 kg       | 162 mm           |
| 42                | 19,051 kg       | 170 mm           |
| 48                | 23,472 kg       | 195 mm           |
| 64                | 35,208 kg       | 200 mm           |
| 68                | 30,844 kg       | 203 mm           |

### Exemplos de calibres actuais de armas pesadas
| Calibre em milímetros | Usos mais comuns                                                        |
| 20                    | canhões automáticos de aviões e antiaéreos                              |
| 30                    | canhões automáticos de aviões                                           |
| 37                    | canhões automáticos de blindados                                        |
| 40                    | canhões automáticos antiaéreos                                          |
| 60                    | morteiros ligeiros                                                      |
| 75                    | antigos canhões ligeiros de campanha e anticarro                        |
| 81                    | morteiros médios                                                        |
| 88                    | canhões anticarro e antiaéreo pesados alemães da Segunda Guerra Mundial |
| 90                    | peças de carros de combate e autometralhadoras                          |
| 100                   | peças dos navios de guerra                                              |
| 105                   | calibre padrão dos obuses ligeiros da NATO                              |
| 120                   | morteiros pesados                                                       |
| 150                   | .armas da segunda guerra mundial                                        |
| 155                   | calibre padrão dos obuses médios da NATO                                |
| 170                   | .                                                                       |
| 200                   | .                                                                       |

## Medida de comprimento
Nas armas pesadas, o calibre é, muitas vezes, também usado como unidade de medida do comprimento dos seus canos. O comprimento do cano, da culatra à boca, é dividido pelo diâmetro da sua alma, o que resulta no seu valor em calibres. Por exemplo, o tubo do canhão M185, usado no obuseiro autopropulsado M109A3, tem 6.045 milímetros de comprimento, 155 milímeros de diâmetro da alma e 39 calibres de comprimento. Um canhão de 6 polegadas/50 calibres (6"/50) tem um comprimento de cano de 25 pés (50 vezes 6 polegadas). O comprimento dos canos também é, frequentemente, indicado pelo uso do prefixo "L/", como na arma principal dos tanques leves AMX-13, com calibre de 7,5 cm/L 62.